# Джеральд Фіцджеральд, 9-й граф Кілдер

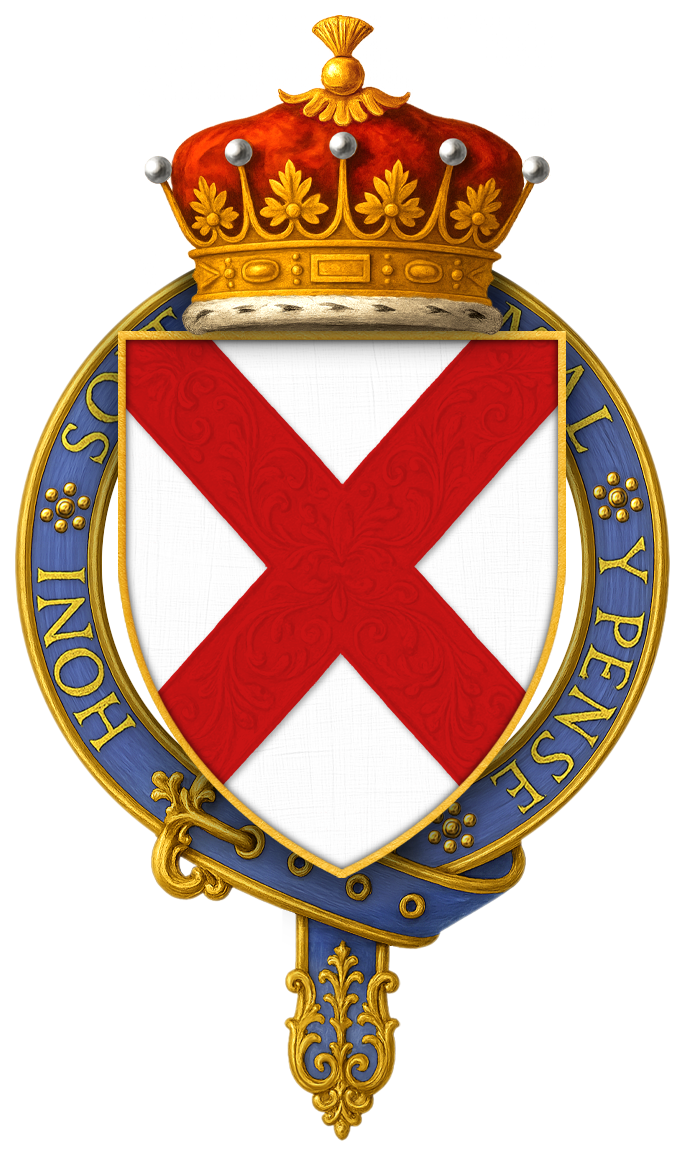
Герб Джеральда ФітцДжеральда — ІХ графа Кілдер.

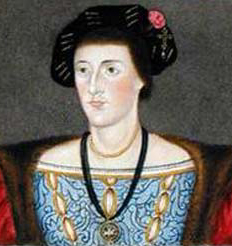
Джеральд ФітцДжеральд — ІХ граф Кілдер в молодості.

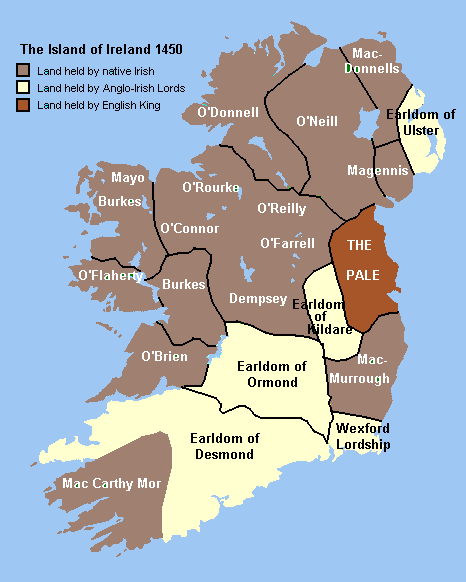
Ірландія в XV—XVI століттях. Показана англійська королнія Пейл, володіння графів Кілдер та графів Ормонд, території незалежних ірландських королівств.

Джеральд Фітцджеральд (англ. Gerard FitzGerald, 9th Earl of Kildare; 1487 — 12 грудня 1534) — ІХ граф Кілдер — відомий також як Геройд Ог, Молодий Джеральд — ірландський аристократ, лорд, граф, лорд-депутат Ірландії, був провідною фігурою в історії Ірландії в XVI столітті.

## Родина
Джеральд ФітцДжеральд був сином Джеральда ФітцДжеральда — VIII графа Кілдер та його першої дружини Елісон ФітцЮстас — дочки Ровланда ФітцЮстаса — І барона Портлестер.
У 1503 році Джеральд одружився з Елізабет Зуш — дочкою сера Джона Зуш Коднор та Елізабет Сент-Джон. Елізабет була кузиною короля Англії Генріха VII. У цьому шлюбі у нього були діти:
- Томас ФітцДжеральд — Х граф Кілдер.
- Леді Елліс ФітцДжеральд — одружилась з Крістофером Флемінгом — VIII бароном Слейн. (Є версія, що ця Елліс ФітцДжеральд насправді дочка Джеральда ФіцМоріс ФітцДжеральда — VIII графа Кілдер.)

Вдруге Джеральд оружився з леді Елізабет Грей — також кузиною короля Англії. У цьому шлюбі було 6 дітей:
- Джеральд ФітцДжеральд — ХІ граф Кілдер
- Елізабет ФіцДжеральд — графиня Лінкольн
- Едвард ФіцДжеральд
- Енн ФіцДжеральд
- Маргарет ФіцДжеральд
- Кетрін ФіцДжеральд — одружилась перший раз з Дженіко Престоном — ІІІ віконтом Горманстон, вдруге одружилась з Річардом Сент-Ловренсом — VII бароном Говт

## Життєпис
Джеральд Фітцджеральд — ІХ граф Кілдер народився в 1487 році в замку Мейнут, графство Кілдер. Він згадується в ірландських анналах та літописах як Геройт Ог (ірл. — Gearóit Óge) — Юний Геральд та як Гарретт Мак Алісон.
У 1496 році Джеральд був залишений при дворі короля Англії Генріха VII як заручник вірності його батька королю. У квітні 1502 року у віці 15 років він грав головну роль в церемонії похорону старшого сина Генріха VII — Артура , принца Уельського в соборі Вустер.
У 1503 році йому було дозволено повернутись зі своїм батьком в Ірландію та одружитись з кузеною короля Англії Генріха VII Елізабет Зуш. У наступному році він був призначений лорд-скарбником Ірландії. У серпні 1504 року він командував резервом в битві під Кнокдоу, де його стрімкість і поривчастість були причиною втрат на полі бою. Після смерті свого батька в 1513 році він успадкував титул графа, і посаду лорда-юстиціарія Ірландії від нового короля Англії Генріха VIII. Незабаром він отримав посаду лорд-депутата Ірландії. Чоловік його сестри — лорд Слейн став його наступником на посаді лорд-скарбника Ірландії.
Вожді ірландських кланів після 1513 року продовжували нападати на Пейл — англійську колонію в Ірландії. У 1514 році Джеральд воював з ірландськими кланами, переміг клани О'Мор, Лейкс, потім здійснив похід на північ, здобув замок Каван, вбив вождя клану О'Рейлі, повернувся в Дублін з великою військовою здобиччю. Ця військова акція була високо оцінена королем Англії, що дарував графу Кілдер порти в графстві Даун. Ці порти потім були викуплені короною в XVII графа Кілдер в 1662 році. У 1516 році граф Кілдер напав на землі Імайл, що в горах Віклов, розбив клан О'Тул, надіслав голову Шейна О'Тула як подарунок лорд-меру Дубліна. Потім він напав на ірландське королівство Елі, яким володів клан О'Карролл. Цей похід він здійснив з чоловіком своєї сестри графом Ормонд та Джеймсом — сином графа Десмонда. Вони захопили і зруйнували замок Леміваннан, здобули замок Клонмел, а в грудні повернувся в Дублін «отримавши здобич, заручників та честь».
У березні 1517 року його викликали в парламент в Дубліні. Потім він здійснив похід в Ольстер, взяв штурмом замок Дандрам, потім пішов походом в королівство Тір Еогайн, здобув замок Данганнон і таким чином «привів Ірландію в стан спокою та миру». 6 жовтня того ж року його дружина померла в Лукані, графство Дублін, і була похована в Кілкуллені. У наступному — 1518 році його вороги звинуватили його у перевищенні повноважень, несумісних діях з його посадою. Граф призначив заступника і вирушив до Англії. Він був відсторонений від влади і посад, і Томас Говард — ІІ герцог Норфолк призначений на його місце. Граф супроводжував короля до Франції в червні 1520, і був присутній на «Полі золотої парчі», де він відзначився розкішною свитою. Там він зустрівся з кузиною короля — леді Елізабет Грей. З нею він одружився через кілька місяців після цього, і, таким чином, отримав значний вплив при дворі короля Англії.
Тим часом з Ірландії прийшли вісті, що граф нібито підбурює вождів ірландських клані до повстання проти нового лорд-намісника Ірландії. Після розслідування король Англії написав в Суррей, що він не знайшов доказів злочину графа. Графу було дозволено повернутися до Ірландії в січні 1523.
Приблизно в цей час він заснував Коледж Мейнут і жив спокійним життям землевласника. Потім він здійснив похід в 1538 році в Лейкс в компанії з лорд-мера Дубліна. Спаливши кілька сіл, вони потрапили в засідку, і після значних втрат відступили з труднощами в Дублін. У результаті суперечок і непорозумінь між графом Кілдер та графом Ормонд, що став лорд-депутатом Ірландії, вони звернулися зі скаргами до короля, в яких звинувачуювали один одного в протизаконних діях та державній зраді. Були призначені арбітри, які наказали, щоб обидва графи утрималися від війни без згоди короля, що вони повинні припинити конфлікт, повинні переконати своїх родичів дотримуватись законів і зберігати мир протягом року.
Але їхня взаємна ненависть спалахнула знову в результаті вбивства Джеймса Талбота — одного з послідовників графа Ормонда. Звинуватили графа Кілдера. Знову графи Кілдер та Ормонд звернулися до короля, знову були послані комісари, знову було розслідування в Церкві Христа, в Дубліні, в червні 1524 року. Їх рішення було в основному на користь графа Кілдер, і була складена угода, згідно якої графи повинні були вибачитись, дружити і робити спільну справу для майбутнього. Граф Кілдер помирився з заступником скарбника Ірландії — сером Вільямом Дарсі, колишнім союзником ФітцДжералдів, що потім став одним з найбільш затятих супротивників Геральдинів.
Незабаром після цього граф Кілдер був знову призначений лорд-депутатом Ірландії. Він склав присягу в суді Сент-Томас, його племінник — Кон Баках О'Ніл ніс перед ним меч — символ влади. Потім він уклав угоду з королем щодо його політики в Ірландії, яка полягала в тому, що на підконтрольних королю територіях Ірландії забороняли говорити ірландською мовою, носити ірландський одяг та дотримуватись ірландських звичаїв.
У наступному — 1525 році графи Кілдер та Ормонд знову були на ножах. Вони звернулися до короля щодо суперечки на суму в розмірі £ 800, звинувачуючи один одного, як і раніше, в усіляких жахливих та посадових злочинах. Приблизно в той же час граф Кілдер, відповідно до королівського мандату, зібрав велику армію, пішов походом на Манстер, щоб заарештувати графа Десмонда. Потім він повернув на північ, дипломатією та силою приборкав клани О'Нейлл та О'Доннелл.
У 1526 році йому було наказано прибути в Англію, щоб відповісти на звинувачення графа Ормонда та графа Оссорі через здачу вищого титулу короля. Його звинуватили в тому, що він таємно домогав Десмондам, вбив багатьох людей тільки за те, що вони були прихильниками графа Ормонд та Батлерів. Після прибуття в Лондон він був заарештований, його лишили під арештом на 4 роки. Потім він постав перед судом королівської ради. Почалась бурхлива сварка між ним та Вулсі. Вулсі, як кажуть, хотів вбити графа, граф вимагав особистої зустрічі з королем. Графа Кілдер звільнили на деякий час під заставу. Його знову звинуватили в тому, що він підбурював вождів ірландських кланів на повстання, щоб довести свою неохідність та незамінність в Ірландії і домогтися повернення в Ірландію. Звільнений знову, він був одним з тих аристократів, що в 1530 році підписали лист до Папи щодо розлучення короля і королеви Катерини.
У тому ж році, йому було дозволено повернутися до Ірландії з Скеффінгтоном — новим лорд-депутатом Ірландії. Після прибуття він виступив проти клану О'Тул, щоб покарати цей клан за спустошення земель англійської колонії, а потім супроводжував лорд-депутата Ірландії в його поході проти клану О'Доннелл. Дружба лорд-депутата Ірландії та графа тривала недовго, і вони послали листи і повідомлення королю — звинувачували один одного в усіх можливих злочинах. Як і слід було очікувати, король підтримав лорд-депутата Ірландії.
Граф зумів оправдатися. У цей час лорд-лейтенантом Ірландії був призначений герцог Річмонд. Але у 1533 році конфлікти між графом Кілдер та графом Ормонд, Скеффінгтоном, архієпископом Дубліна Джоном Алленом посилювались. Вони і далі звинувачували його у підбурюванні до повстань вождів ірландських кланів. У 1533 році Рада доповіла королю, що ворожнеча між графами Кілдер та Ормонд досягла такого рівня, що миру і спокую не буде до того яасу, поки хтось із них двох не стане лорд-депутатом Ірландії.

## Смерть
У цей період граф Кілдер був частково паралізованим внаслідок вогнепального поранення під час війни з кланом О'Карролл. Його знову викликали на суд в Лондон в 1534 році. У лютому 1534 року на раді в Дрогеда, він призначив своїм заступником свого сина Томаса ФітцДжеральда — лорда Оффалі, а потім, обійнявши його і лордів ради, відплив до Англії.
Після прибуття в Лондон він був притягнутий до суду за кількома звинуваченнями, знову був заарештований, його кинули в Тауер за ґрати, де він помер «від горя» 2 вересня 1534 року, дізнавшись про повстання його сина, і про відлучення його від церкви. Він був похований в королівській капелі Святого Петра.

## Характер
Граф Кілдер отримав високу оцінку сучасників, як «мудрий, глибокий, далекосяжні і прекрасний оратор». Пізніші історики описували його, не дивлячись на його кінцеві невдачі, як людина значного інтелекту, освіти і дипломатичної майстерності. В особистому житті він був відданим чоловіком і батьком, щедрим господарем, цінителем мистецтва і великим книголюбом.